# An American Hate Crime
An American Hate Crime è un film del 2018 diretto da Ian Liberatore.

## Trama
Noah, un adolescente gay, non sapendo con chi parlare dei propri sentimenti inizia ad usare una app per gay. Quello che il ragazzo ignora è che il delinquente Jake ed i suoi amici utilizzano quella stessa app per attirare vittime innocenti.

## Produzione
Il film è stato girato con un budget stimato di 13.000 dollari.